# Zbór Kościoła Adwentystów Dnia Siódmego w Chełmie
Zbór Kościoła Adwentystów Dnia Siódmego w Chełmie – zbór adwentystyczny w Chełmie, należący do okręgu lubelskiego diecezji wschodniej Kościoła Adwentystów Dnia Siódmego w RP.
Pastorem zboru jest kazn. Tomasz Żelazko. Nabożeństwa odbywają się w budynku przy ul. Narutowicza 14/7 w każdą sobotę o godz. 9.30.